# Flappy Bird
《Flappy Bird》（飞扬的小鸟、像素鸟）是一款2013年鳥飛類遊戲，由越南河內獨立遊戲开发者阮河東開發，另一個獨立遊戲开发商.GEARS Studios發佈。此遊戲原本於2013年5月發佈，平台為iPhone 5。同年9月，作者將遊戲更新至iOS 6。於2014年1月，此遊戲成為美國及中國iTunes最受歡迎免費應用軟件，並在同月被英國App Store描述為「新憤怒鳥」。此遊戲更成為1月下載次數最多的免費應用軟件。此遊戲的下載次數至今已超過5000萬次。

## 玩法

遊戲截圖

游戏的玩法为：操控小鳥飛行且避開綠色的管道；如果小鳥碰到了障礙物，遊戲就會結束。每當小鳥飛過一組管道，玩家就會獲得一分。此遊戲以難度著稱，大部份玩家均僅獲得個位數的分數。此遊戲的畫質類似於《超級瑪利歐兄弟》，其遊戲機制非常基本，且內置廣告。根據科技新聞及媒體網絡The Verge的報告，此遊戲於2014年初每天為作者帶來50,000美金的廣告收益。

## 製作
《Flappy Bird》是由阮河东開發。起初，Flappy Bird這一角色是於2012年為一個平台遊戲而創，但阮哈東後來取消開發該平台遊戲。之後，他用了2至3天開發《Flappy Bird》，並重新使用Flappy Bird這一角色。阮河東指出，他開發此遊戲時並沒有為難玩家的意圖。

## 發行
此遊戲原本於2013年5月發佈，平台為iPhone 5。同年9月，作者將遊戲更新至iOS 6。2014年2月9日，阮河東在twitter上發言，指出他計劃將遊戲下架。他說：「《Flappy Bird》用戶們，我很抱歉，在22小時後，我會將《Flappy Bird》下架。我再也無法忍受了。」他亦指出下架決定「與法律問題無關」。。同年8月遊戲再度在App Store上架。2020年阮河東在母校河內理工大學演講時說明了當年下架遊戲的原因，遊戲的迅速爆紅給他帶來極大的壓力，所以決定下架遊戲。

## 評價
《Flappy Bird》獲《赫芬頓郵報》批評，指出此遊戲是一個「瘋狂地惱人、困難和令人沮喪的遊戲」，且「結合了超陡峭的難度曲線、差劣無聊的畫質和生硬的動作」。但是，Amongtech.com的珍妮弗·懷特塞德卻給予一個更正面的評價。她指出此遊戲可能因其令人上癮的遊戲模式、Candy Crush的受歡迎程度下降和炒作而超越《Candy Crush Saga》成為2014年最受歡迎遊戲。
此遊戲的難度亦導致不少玩家感到憤怒，其中一位玩家更指出他自己用了半小時才能獲得5分。根據作者本人指出，此遊戲的Android版本要比iOS版本容易。另外，此遊戲亦被稱為「App Store的毒品」（Drug of the App Store）。

## 爭議
因此遊戲迅速爆紅，部份媒體質疑作者在2014年初利用機器人大幅增加此遊戲的下載次數。阮河東被《每日電訊報》採訪時說：「我尊重所有其他人的意見。我不會因提出任何評論。我希望我的遊戲能得到和平。」《新闻周刊》提出相同問題時，阮河東在Twitter上說：「這並不要緊。難道你不這樣覺得嗎？……如果我真的偽造了下載次數，蘋果公司應該還會讓它存活多幾個月。」 
Kotaku批評此遊戲公開使用了超級瑪利歐的設計樣式，并將此遊戲视同於「盗窃」。
此遊戲在上市後有大量衍生作品出現，例如Hacker Diary、Flappy MMO、Flappy fario等，Google和Apple公司甚至將全部的名稱含有“Flappy”的遊戲一起下架，避免形成Flappy zoo的情況。

## 影响
Google在其手机操作系统Android 5.0及Android 6.0中，加入了与Flappy Bird很相似的系统彩蛋，可以通过点击屏幕控制一个Android机器人通过各种由棒棒糖组成的障碍。

## 外部連結
- Flappy Bird（页面存档备份，存于） - iTunes
- Google Play商店中的Flappy Bird
- 阮河東的X（前Twitter）
- Flappy Bird （页面存档备份，存于）